# ミカエル・ブラジョー
ミカエル・ブラジョー（Mikaël Brageot、1987年7月31日 - ）はフランスのパイロット。レッドブルエアレースのマスタークラスに参加していた。フランス代表のアエロバティックチームの最年少のパイロットで、ヨーロッパ選手権で優勝した。
2017年シーズンまでは「Breitling Racing Team」として活動していたが、2018年シーズンからは「#11 Racing」として活動し、機体の塗装も変更した。
2019年のレッドブル・エアレース終了後、2022年開幕のワールドチャンピオンシップエアレース（WACR:World Championship Air Race）にもレースパイロットとして参加

## 結果

### レッドブルエアレース

#### チャレンジャークラス
| 開催年 | 1   | 2      | 3      | 4      | 5      | 6   | 7   | 8 | ポイント | 勝利数 | 最終順位 |
| ------ | --- | ------ | ------ | ------ | ------ | --- | --- | - | -------- | ------ | -------- |
| 2014年 | 6位 | 4位    | 不参加 | 不参加 | 不参加 | 1位 | 3位 |   | 20       | 1      | 5位      |
| 2015年 | 3位 | 不参加 | 2位    | 2位    | 不参加 | 1位 | 1位 |   | 28       | 2      | 1位      |

#### マスタークラス
| 金色 | 銀色 | 銅色 | ポイント圏内完走                                                  | ポイント圏外完走                                                    |
| 1位  | 2位  | 3位  | 4-08位（ - 2015年） 4-10位（2016年 - 2018年） 4-13位（2019年 - ） | 09位以下（ - 2015年） 11位以下（2016年 - 2018年） 14位（2019年 - ） |

| 開催年 | 1     | 2       | 3       | 4     | 5     | 6    | 7    | 8    | ポイント | 勝利数 | 最終順位 |
| ------ | ----- | ------- | ------- | ----- | ----- | ---- | ---- | ---- | -------- | ------ | -------- |
| 2017年 | 9位2  | 13位0   | 9位2    | 6位5  | 12位0 | 5位6 | 7位4 | 6位1 | 20       | 0      | 10位     |
| 2018年 | 8位3  | 5位6    | 5位6    | 2位12 | 12位0 | 4位7 | 9位2 | 6位5 | 41       | 0      | 4位      |
| 2019年 | 7位12 | 8位11+3 | 10位4+1 | 6位13 |       |      |      |      | 44       | 0      | 8位      |

備考: * CAN: 中止 * DNP: 不参加 * DNF: 途中棄権 * DSQ: 失格

### 曲技飛行大会
| 開催期間                 | 競技名                             | 開催場所                                                       | クラス         | 順位 | 使用機    | 機体記号 | 備考   |
| ------------------------ | ---------------------------------- | -------------------------------------------------------------- | -------------- | ---- | --------- | -------- | ------ |
| 2008年 9月11日           | フランス選手権                     | フランス ロデーズ                                              | Excellence     | 2位  | CAP 232   | F-GIXY   | [ 18 ] |
| 2009年 7月14日           | フランス選手権                     | フランス アンベリュー                                          | Unlimited      | 10位 | CAP 232   | F-GMRG   | [ 19 ] |
| 2009年 8月20日 - 29日    | 第25回 FAI曲技飛行世界選手権       | イギリス シルバーストーン                                      | Unlimited      | 14位 | CAP 232   | F-GMRG   | [ 20 ] |
| 2010年 6月26日           | フランス選手権                     | フランス サン＝ティヤン                                        | Unlimited      | 7位  | Sbach 300 | D-ERXA   | [ 21 ] |
| 2010年 9月2日 - 12日     | 第17回 FAI曲技飛行ヨーロッパ選手権 | チェコ トウジム                                                | Unlimited      | 13位 | Sbach 300 | D-ERXA   | [ 22 ] |
| 2011年 7月2日            | フランス選手権                     | フランス ディジョン ダロワ                                     | Unlimited      | 4位  | Sbach 300 | D-EMKF   | [ 23 ] |
| 2011年 8月31日 - 9月11日 | 第26回 FAI曲技飛行世界選手権       | イタリア フォリーニョ                                          | Unlimited      | 14位 | Sbach 300 | D-EMKF   | [ 24 ] |
| 2012年 6月22日           | フランス選手権                     | フランス カストル                                              | Unlimited      | 5位  | Sbach 300 | D-EMKF   | [ 25 ] |
| 2012年 9月1日 - 9日      | 第18回 FAI曲技飛行ヨーロッパ選手権 | スロバキア ドゥブニカ・ナド・ヴァフォーム                      | Unlimited      | 13位 | Sbach 300 | D-EMKF   | [ 26 ] |
| 2012年 9月1日 - 9日      | 第18回 FAI曲技飛行ヨーロッパ選手権 | スロバキア ドゥブニカ・ナド・ヴァフォーム                      | フリースタイル | 9位  | Sbach 300 | D-EMKF   | [ 27 ] |
| 2013年 9月29日           | フランス選手権                     | フランス ムーラン                                              | Unlimited      | 4位  | EA-330SC  | F-HMKF   | [ 28 ] |
| 2013年 10月9日 - 20日    | 第27回 FAI曲技飛行世界選手権       | アメリカ合衆国 テキサス州グレイソン （北テキサス地域空港）     | Unlimited      | 24位 | Sbach 300 | D-EMKF   | [ 29 ] |
| 2014年 6月24日 - 28日    | フランス選手権                     | フランス ファレーズ                                            | Unlimited      | 4位  | EA-330SC  | F-HMKF   | [ 30 ] |
| 2014年 7月19日           | フランスカップ                     | フランス シャトールー                                          | Unlimited      | 1位  | EA-330SC  | F-HMKF   | [ 31 ] |
| 2014年 8月23日 - 30日    | 第19回 FAI曲技飛行ヨーロッパ選手権 | ハンガリー バーチ・キシュクン県ケチケメート（Matkópuszta空港） | Unlimited      | 4位  | EA-330SC  | F-HMKF   | [ 32 ] |
| 2014年 8月23日 - 30日    | 第19回 FAI曲技飛行ヨーロッパ選手権 | ハンガリー バーチ・キシュクン県ケチケメート（Matkópuszta空港） | フリースタイル | 5位  | EA-330SC  | F-HMKF   | [ 33 ] |
| 2015年 6月27日           | フランス選手権                     | フランス ファレーズ                                            | Unlimited      | 2位  | EA-330SC  | F-HMKF   | [ 34 ] |
| 2015年 6月27日           | フランス選手権                     | フランス ファレーズ                                            | フリースタイル | 2位  | EA-330SC  | F-HMKF   | [ 35 ] |
| 2015年 8月20日 - 29日    | 第28回 FAI曲技飛行世界選手権       | フランス シャトールー                                          | Unlimited      | 7位  | EA-330SC  | F-HMKF   | [ 36 ] |
| 2015年 8月20日 - 29日    | 第28回 FAI曲技飛行世界選手権       | フランス シャトールー                                          | フリースタイル | 5位  | EA-330SC  | F-HMKF   | [ 37 ] |
| 2016年 6月27日           | フランス選手権                     | フランス ディジョン ダロワ (ディジョン・ダロワ空港)            | Unlimited      | 2位  | EA-330SC  | F-HMKF   | [ 38 ] |
| 2016年 8月20日 - 28日    | 第20回 FAI曲技飛行ヨーロッパ選手権 | チェコ モラヴスカー・トジェボヴァー                            | Unlimited      | 4位  | EA-330SC  | F-HMKF   | [ 39 ] |
| 2016年 8月20日 - 28日    | 第20回 FAI曲技飛行ヨーロッパ選手権 | チェコ モラヴスカー・トジェボヴァー                            | フリースタイル | 2位  | EA-330SC  | F-HMKF   | [ 40 ] |
| 2017年 6月16日 - 16日    | フランス選手権                     | フランス ニオール                                              | Unlimited      | 3位  | EA-330SC  | F-HMKF   | [ 41 ] |
| 2018年 9月1日 - 8日      | 第21回 FAI曲技飛行ヨーロッパ選手権 | チェコ インドジフーフ・フラデツ                                | Unlimited      | 3位  | EA-330SC  | F-HMKF   | [ 42 ] |
| 2018年 9月1日 - 8日      | 第21回 FAI曲技飛行ヨーロッパ選手権 | チェコ インドジフーフ・フラデツ                                | フリースタイル | 4位  | EA-330SC  | F-HMKF   | [ 43 ] |

## ギャラリー

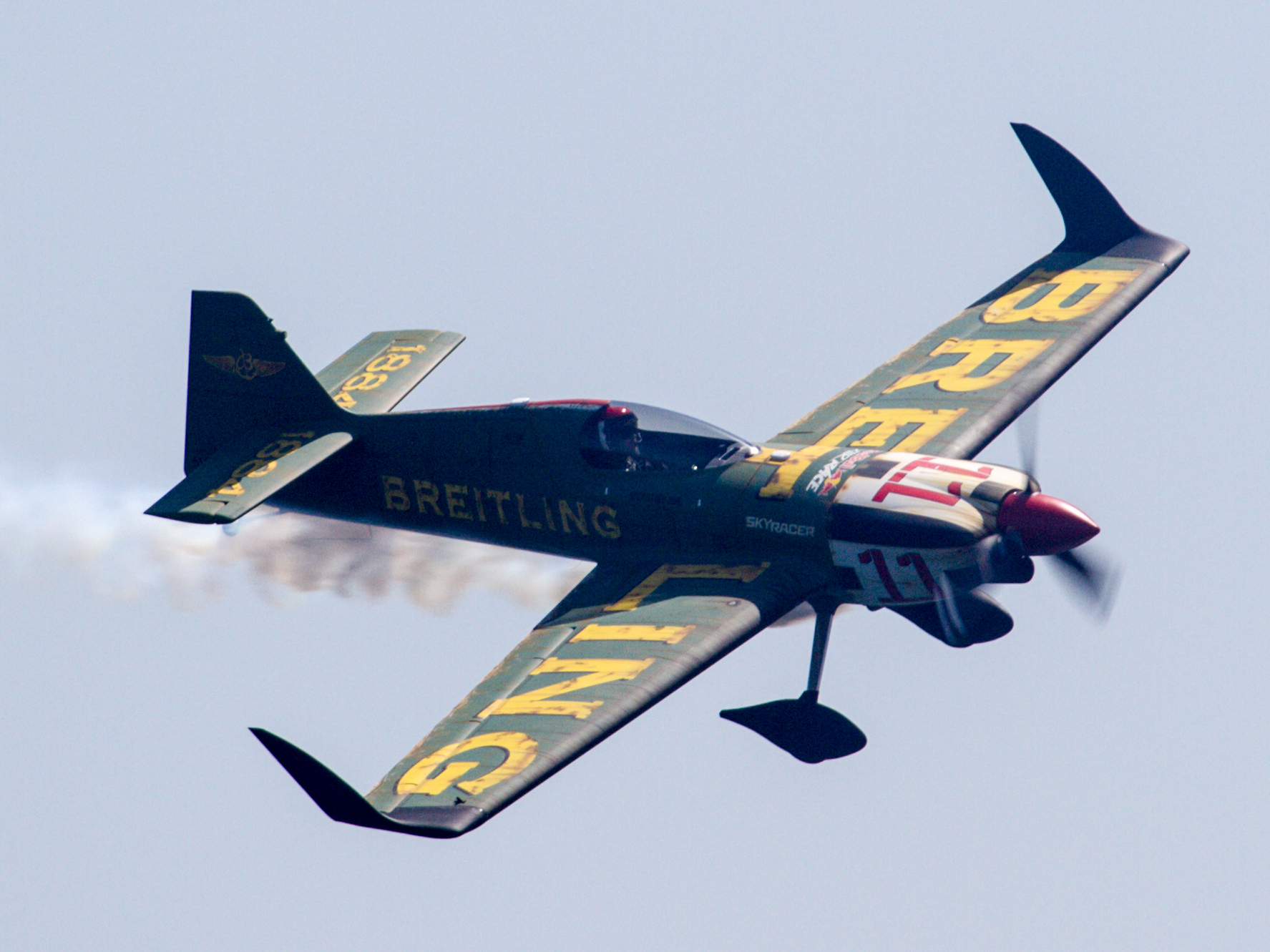
2017年レッドブル・エアレース・ワールドシリーズ 千葉
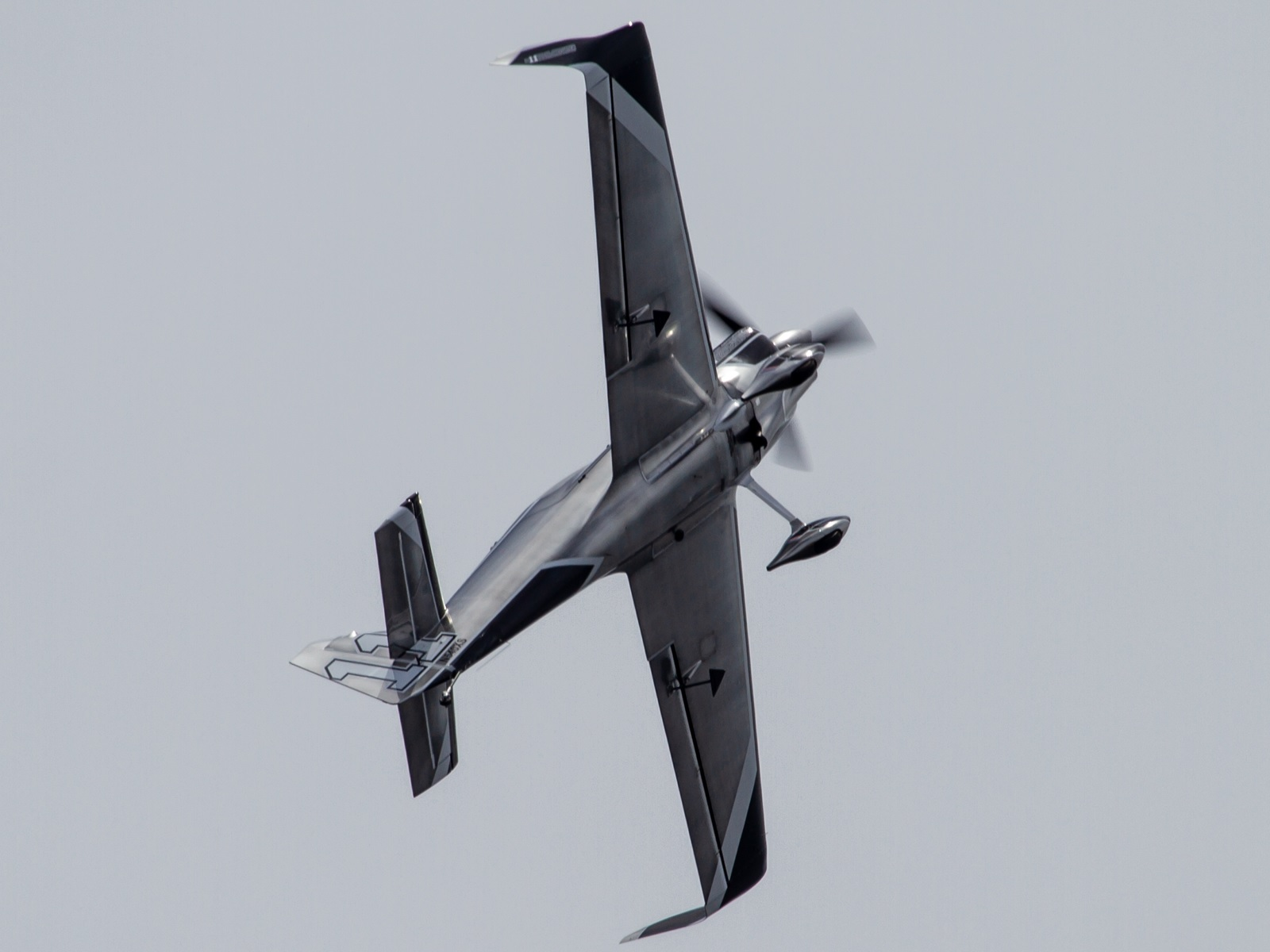
2018年レッドブル・エアレース・ワールドシリーズ 千葉